# Ахмед Ейд Абдельмалек
Ахмед Ейд Абдельмалек (араб. أحمد عيد عبد الملك, нар. 15 травня 1980, Каїр) — єгипетський футболіст, що грав на позиції півзахисника, зокрема за клуби «Харас Ель Годуд» і «Замалек», а також національну збірну Єгипту, у складі якої — дворазовий володар Кубка африканських націй. 

## Клубна кар'єра
У дорослому футболі дебютував 2003 року виступами за команду «Асван», у якій провів один сезон. 
Своєю грою за цю команду привернув увагу представників тренерського штабу клубу «Харас Ель Годуд», до складу якого приєднався 2004 року. Відіграв за александрійську команду наступні вісім сезонів своєї ігрової кар'єри, двічі, у 2009 і 2010 роках, здобувши у її складі титул чемпіона Єгипту.
Ще три титули чемпіона країни здобув у складі «Замалека», кольори якого захищав у 2012–2015 роках. Частину 2014 року також провів у Лівії, граючи за «Аль-Аглі» (Бенгазі).
Протягом другої половини 2010-х захищав кольори команд «Ель-Ґеїш», «Аль-Масрі» та «Ваді Дегла», а завершив ігрову кар'єру в команді «Ель-Гуна», за яку виступав протягом 2018—2019 років.

## Виступи за збірну
2005 року дебютував в офіційних матчах у складі національної збірної Єгипту.
Був запасним гравцем єгиптян на домашньом і переможному для них Кубку африканських націй 2006. Згодом брав участь у розіграші Кубка конфедерацій 2009 та провів одну гру на Кубку африканських націй 2010, де Єгипет знову став континентальним чемпіоном.
Загалом протягом кар'єри у національній команді, яка тривала 9 років, провів у її формі 52 матчі, забивши 10 голів.
| Дата       | Місто        | Господарі         | Результат               | Гості     | Турнір                                   | Голи | Примітки |
| ---------- | ------------ | ----------------- | ----------------------- | --------- | ---------------------------------------- | ---- | -------- |
| 08-01-2005 | Каїр         | Єгипет            | 3 – 0                   | Уганда    | товариський матч                         | -    | 46'      |
| 04-02-2005 | Сеул         | Південна Корея    | 0 – 1                   | Єгипет    | товариський матч                         | -    | 56'      |
| 09-02-2005 | Каїр         | Єгипет            | 4 – 0                   | Бельгія   | товариський матч                         | 1    | 70'      |
| 14-03-2005 | Ед-Даммам    | Саудівська Аравія | 0 – 1                   | Єгипет    | товариський матч                         | -    |          |
| 27-03-2005 | Каїр         | Єгипет            | 4 – 1                   | Лівія     | Відбір до ЧС 2006                        | -    | 57'      |
| 05-06-2005 | Каїр         | Єгипет            | 6 – 1                   | Судан     | Відбір до ЧС 2006                        | 1    | 55'      |
| 29-07-2005 | Женева       | Єгипет            | 5 – 0                   | Катар     | товариський матч                         | -    |          |
| 31-07-2005 | Женева       | Єгипет            | 0 – 0 д.ч. (5 – 4 п.п.) | ОАЕ       | товариський матч                         | -    |          |
| 05-01-2006 | Александрія  | Єгипет            | 2 – 0                   | Зімбабве  | товариський матч                         | -    |          |
| 14-01-2006 | Каїр         | Єгипет            | 1 – 2                   | ПАР       | товариський матч                         | -    | 73'      |
| 16-08-2006 | Александрія  | Єгипет            | 0 – 2                   | Уругвай   | товариський матч                         | -    | 53'      |
| 01-06-2008 | Каїр         | Єгипет            | 2 – 1                   | ДР Конго  | Відбір до ЧС 2010                        | 1    | 62'      |
| 07-06-2008 | Джибуті      | Джибуті           | 0 – 4                   | Єгипет    | Відбір до ЧС 2010                        | 1    | 44'      |
| 14-06-2008 | Блантайр     | Малаві            | 1 – 0                   | Єгипет    | Відбір до ЧС 2010                        | -    | 56'      |
| 20-08-2008 | Хартум       | Судан             | 4 – 0                   | Єгипет    | товариський матч                         | -    | 64'      |
| 12-10-2008 | Каїр         | Єгипет            | 4 – 0                   | Джибуті   | Відбір до ЧС 2010                        | -    | 59'      |
| 19-11-2008 | Каїр         | Єгипет            | 5 – 1                   | Бенін     | товариський матч                         | -    | 46'      |
| 23-01-2009 | Каїр         | Єгипет            | 1 – 0                   | Кенія     | товариський матч                         | -    |          |
| 30-05-2009 | Маскат       | Оман              | 0 – 1                   | Єгипет    | товариський матч                         | -    |          |
| 07-06-2009 | Бліда        | Алжир             | 3 – 1                   | Єгипет    | Відбір до ЧС 2010                        | -    | 81'      |
| 15-06-2009 | Блумфонтейн  | Бразилія          | 4 – 3                   | Єгипет    | Кубок Конфедерацій                       | -    | 51'      |
| 18-06-2009 | Йоганнесбург | Єгипет            | 1 – 0                   | Італія    | Кубок Конфедерацій                       | -    | 57' 58'  |
| 21-06-2009 | Рустенбург   | Єгипет            | 0 – 3                   | США       | Кубок Конфедерацій                       | -    | 50'      |
| 05-07-2009 | Каїр         | Єгипет            | 3 – 0                   | Руанда    | Відбір до ЧС 2010                        | -    | 53'      |
| 12-08-2009 | Каїр         | Єгипет            | 3 – 3                   | Гвінея    | товариський матч                         | 1    | 73'      |
| 05-09-2009 | Кігалі       | Руанда            | 0 – 1                   | Єгипет    | Відбір до ЧС 2010                        | -    | 70'      |
| 02-10-2009 | Каїр         | Єгипет            | 4 – 0                   | Маврикій  | товариський матч                         | -    | 58'      |
| 10-10-2009 | Чилілабомбве | Замбія            | 0 – 1                   | Єгипет    | Відбір до ЧС 2010                        | -    | 79'      |
| 05-11-2009 | Асуан        | Єгипет            | 5 – 1                   | Танзанія  | товариський матч                         | -    |          |
| 14-11-2009 | Каїр         | Єгипет            | 2 – 0                   | Алжир     | Відбір до ЧС 2010                        | -    | 78'      |
| 18-11-2009 | Омдурман     | Алжир             | 1 – 0                   | Єгипет    | Відбір до ЧС 2010                        | -    | 75'      |
| 29-12-2009 | Каїр         | Єгипет            | 1 – 1                   | Малаві    | товариський матч                         | -    | 60'      |
| 04-01-2010 | Дубай        | Єгипет            | 1 – 0                   | Малі      | товариський матч                         | -    | 69'      |
| 16-01-2010 | Бенгела      | Єгипет            | 2 – 0                   | Мозамбік  | Кубок африканських націй 2010 - 1-й етап | -    | 57'      |
| 11-08-2010 | Каїр         | Єгипет            | 6 – 3                   | ДР Конго  | товариський матч                         | -    |          |
| 17-11-2010 | Каїр         | Єгипет            | 3 – 0                   | Австралія | товариський матч                         | -    | 44' 55'  |
| 16-12-2010 | Доха         | Катар             | 2 – 1                   | Єгипет    | товариський матч                         | -    | 84'      |
| 09-01-2011 | Каїр         | Єгипет            | 1 – 0                   | Уганда    | товариський матч                         | -    | 63'      |
| 11-01-2011 | Ісмаїлія     | Єгипет            | 3 – 0                   | Бурунді   | товариський матч                         | -    | 51'      |
| 14-01-2011 | Каїр         | Єгипет            | 5 – 1                   | Кенія     | товариський матч                         | 1    | 72'      |
| 17-01-2011 | Каїр         | Єгипет            | 3 – 1                   | Уганда    | товариський матч                         | -    | 69'      |
| 27-02-2012 | Доха         | Єгипет            | 5 – 0                   | Кенія     | товариський матч                         | 1    | 63'      |
| 02-03-2012 | Доха         | Єгипет            | 0 – 0                   | ДР Конго  | товариський матч                         | -    | 58'      |
| 22-03-2013 | Александрія  | Єгипет            | 10 – 0                  | Есватіні  | товариський матч                         | 2    | 46'      |
| 26-03-2013 | Александрія  | Єгипет            | 2 – 1                   | Зімбабве  | Відбір до ЧС 2014                        | -    | 66'      |
| 04-06-2013 | Каїр         | Єгипет            | 1 – 1                   | Ботсвана  | товариський матч                         | -    | 46'      |
| 09-06-2013 | Хараре       | Зімбабве          | 2 – 4                   | Єгипет    | Відбір до ЧС 2014                        | -    | 62'      |
| 16-06-2013 | Мапуту       | Мозамбік          | 0 – 1                   | Єгипет    | Відбір до ЧС 2014                        | -    | 67'      |
| 10-09-2013 | Ель-Гуна     | Єгипет            | 4 – 2                   | Гвінея    | товариський матч                         | -    | 46'      |
| 30-09-2013 | Каїр         | Єгипет            | 2 – 0                   | Уганда    | товариський матч                         | 1    | 61'      |
| 02-10-2013 | Каїр         | Єгипет            | 3 – 0                   | Уганда    | товариський матч                         | 1    | 77'      |
| 14-11-2013 | Каїр         | Єгипет            | 2 – 0                   | Замбія    | товариський матч                         | -    | 46'      |
| Усього     |              | Матчів            | 52                      |           | Голів                                    | 10   |          |

## Титули і досягнення
- Володар Кубка Єгипту (5):

«Харас Ель Годуд»: 2009, 2010
«Замалек»: 2013, 2014, 2015
- Чемпіон Єгипту (1):

«Замалек»: 2014-2015
- Володар Кубка африканських націй (2):

2006, 2010